# Kołodziejewo (stacja kolejowa)
Kołodziejewo – stacja kolejowa w Kołodziejewie, w województwie kujawsko-pomorskim, w Polsce. Według klasyfikacji PKP ma kategorię dworca lokalnego.

## Ruch pasażerski
| Rok  | Wymiana pasażerska na dobę |
| ---- | -------------------------- |
| 2017 | 100-149                    |
| 2022 | 100-149                    |

## Remont dworca
W 2020 ogłoszono przetarg na remont budynku dworca, zakładający budowę nowych stropów, ścian i klatki schodowej, śmietnika oraz nowych miejsc postojowych, a także uporządkowanie zieleni. Wartość zamówienia określono na 4,823 mln zł, a na realizację przeznaczono 434 dni. Pod koniec października 2020 PKP podpisały z przedsiębiorstwem KWK Construction umowę na remont dworca.
Remont zakończył się w marcu 2025. Odnowiono elewację wraz z detalami architektonicznymi i zainstalowano iluminację. Wymieniono stolarkę okienną i drzwiową na nawiązującą do historycznej. Remontem objęto także pomieszczenia przeznaczone do obsługi podróżnych –  dwie poczekalnie (w tym jedna letnia) i toalety, a także otoczenie stacji. Zamontowano elektroniczne tablice przyjazdów i odjazdów pociągów i nowy system informacji głosowej. Ponadto w budynku przygotowano lokale komercyjne pod najem.

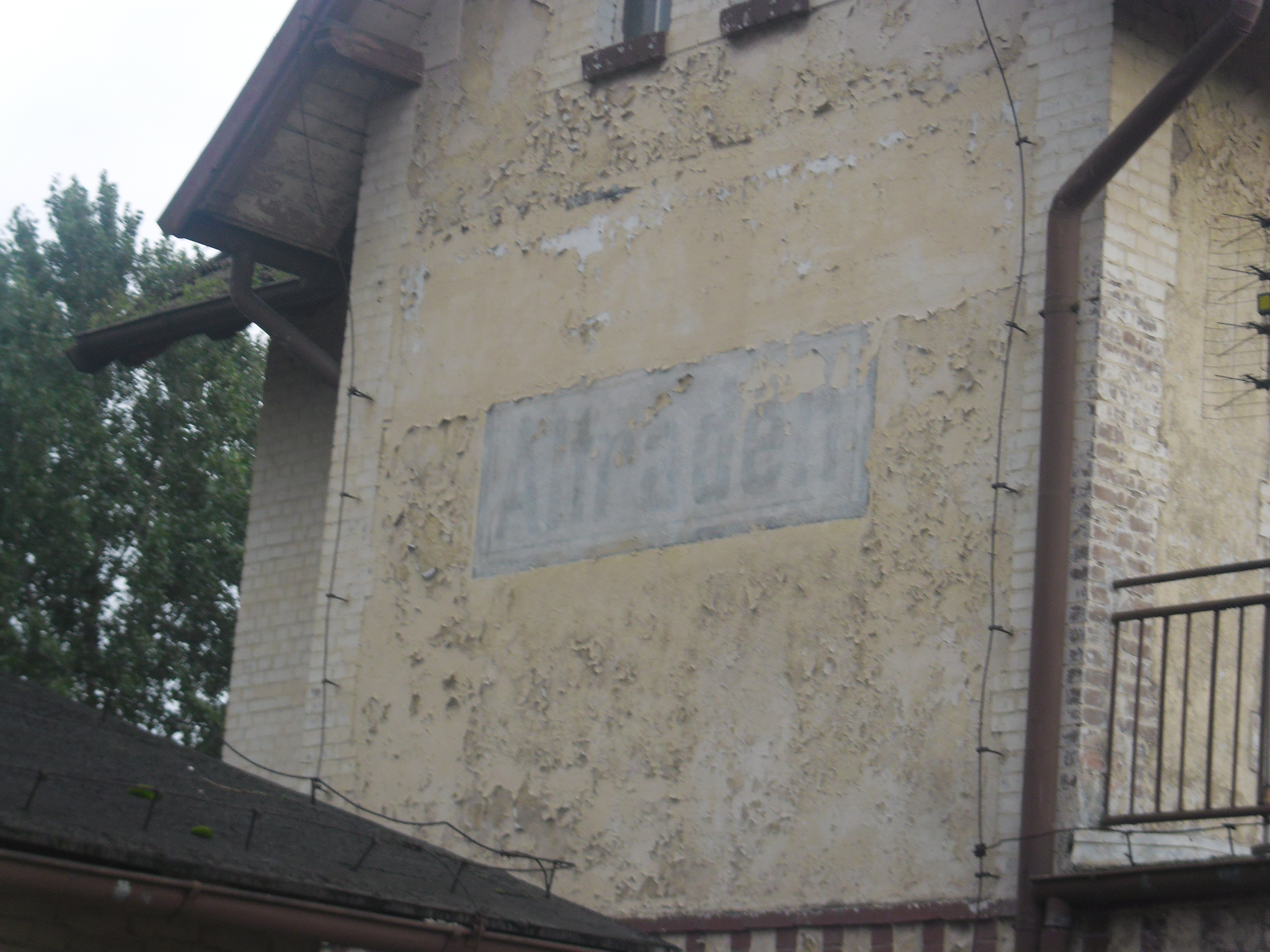
Dawna niemiecka nazwa stacji widoczna na budynku dworca